# 帕拉夫鲁赫利
帕拉夫鲁赫利，是西班牙加泰罗尼亚赫罗纳省的一个市镇。总面积27平方公里，2001年总人口18,322人，人口密度679人/平方公里。2008年人口22,109。